# Catarecha
Catarecha ist ein spanischer Ort in den Pyrenäen in der Provinz Huesca der Autonomen Gemeinschaft Aragonien. Catarecha gehört zur Gemeinde Valle de Hecho. Der Ort ist seit Jahren unbewohnt. 

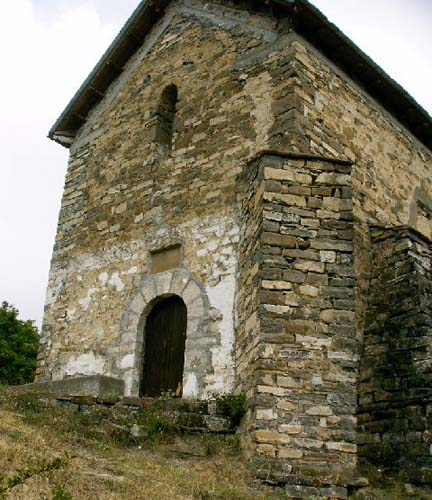
Ermita Virgen de Catarecha

## Geschichte
Der Ort wurde im Jahr 1215 erstmals urkundlich erwähnt.

## Sehenswürdigkeiten
- Einsiedelei Virgen de Catarecha, erbaut 1659